# ماکادمیا
فندق خامه‌ای، یا ماکادمیا (نام علمی: Macadamia) دانه‌ای آجیلی که مصارف گوناگونی به‌عنوان میان‌وعده و آشپزی است. خاستگاه این گیاه استرالیا و برخی جزایر اقیانوس آرام است و همچنین اخیراً در کشورهای آمریکایی اقدام به کشت آن کردند.
درختان این گیاه خشکباری همیشه سبز مانند هم خانواده خود یعنی فندق نیمه‌گرمسیری از رویش بذر حاصل می‌شود. اگر این گیاه در تمامی فصول سال از برگ‌های شاداب و سالم برخوردار باشد، باردهی خوبی خواهد داشت. با توجه به اینکه اخیراً در برخی نقاط کشور به کشت آن پرداخته شده‌است و به‌دلیل تولیدکنندگان کم گرانترین خشکبار جهان است و نیز نزد مردم محبوبیت بالایی دارد، دارای قابلیت خوبی در اقتصاد محلی و مملکت است.

## خواص
فندق خامه‌ای میوه‌ای همسان فندق و مغذی‌ترین خشکبار جهان است. مغز فندق خامه‌ای بسیار نیروزا بوده و حاوی چربی‌های مفید است. فندق خامه‌ای دارای ۷۶٪ روغن طبیعی، ۹٪ پروتئین، ۹٪ کربوهیدرات و ۲٪ الیاف است. همچنین حاوی ویتامین‌های نیاسین، ب-۱ و ب-۲ و نیز عناصر ضروری همچون کلسیم، فسفر، پتاسیم، سدیم، سلنیوم و آهن است. روغن فندق خامه‌ای سرشار از اسیدهای چرب غیر اشباع است که خطر حملات قلبی را کاهش می‌دهد.